# Římskokatolická farnost Albrechtice nad Vltavou
Římskokatolická farnost Albrechtice nad Vltavou (latinsky Albrechticium) je územní společenství římských katolíků v Albrechticích a okolí. Organizačně spadá do vikariátu Písek, který je jedním z deseti vikariátů českobudějovické diecéze.

## O farnosti

### Historie
V roce 1360 je v Albrechticích doložena plebánie. Ta v pozdější době zanikla. Až po vzniku českobudějovické diecéze v roce 1785 zde byla zřízena lokálie. Z té pak byla následně vytvořena samostatná farnost. V letech 1819-1854 byl místním farářem R.D. Vít Cíza, který nechal na místním hřbitově na hrobu své matky a sestry vyzdít výklenkovou kapličku s obrazem a nápisem. Farářův nápad se zalíbil i ostatním místním obyvatelům a podobné kapličky vznikly posléze na hrobech po celém obvodu hřbitova, takže vytvořily jeho ohrazení. Ve 20. století přestal být do farnosti ustanovován sídelní duchovní správce.

### Současnost
Farnost je spravována excurrendo ze Záhoří.
| Kostel (kaple)               | Místo                   | Bohoslužby             | Bohoslužby             | Poznámka     |
| ---------------------------- | ----------------------- | ---------------------- | ---------------------- | ------------ |
| Kostel svatého Petra a Pavla | Albrechtice nad Vltavou | neděle                 | 11.00                  | farní kostel |
| Kaple Panny Marie Lurdské    | Údraž                   | neslouží se pravidelně | neslouží se pravidelně | obecní kaple |